# 9523 Torino
9523 Torino este un asteroid din centura principală, descoperit pe 5 martie 1981, de Henri Debehogne și Giovanni de Sanctis.